# Лувелье
Лувелье (порт. Lovelhe)  —  населённый пункт и район в Португалии,  входит в округ Виана-ду-Каштелу. Является составной частью муниципалитета  Вила-Нова-де-Сервейра. По старому административному делению входил в провинцию Минью. Входит в экономико-статистический  субрегион Минью-Лима, который входит в Северный регион. Население составляет 440 человек на 2001 год. Занимает площадь 3,38 км².